# Società Sportiva Chieti Calcio 2013-2014
Questa pagina raccoglie le informazioni riguardanti la Società Sportiva Chieti Calcio nelle competizioni ufficiali della stagione 2013-2014.

## Rosa
| N. |                   | Ruolo | Calciatore           |
| -- | ----------------- | ----- | -------------------- |
|    | Italia (bandiera) | A     | Daniele Arena        |
|    | Italia (bandiera) | D     | Matteo Bagaglini     |
|    | Italia (bandiera) | A     | Riccardo Berardino   |
|    | Italia (bandiera) | C     | Alessandro Borgese   |
|    | Italia (bandiera) | A     | Lorenzo Cinque       |
|    | Italia (bandiera) | D     | Giulio Daleno        |
|    | Italia (bandiera) | D     | Alessandro Dascoli   |
|    | Italia (bandiera) | D     | Francesco De Giorgi  |
|    | Italia (bandiera) | C     | Carmine De Stefano   |
|    | Italia (bandiera) | C     | Nicola Della Penna   |
|    | Italia (bandiera) | D     | Nicolas Di Filippo   |
|    | Italia (bandiera) | C     | Antonio Di Properzio |
|    | Italia (bandiera) | A     | Alessandro Elia      |
|    | Italia (bandiera) | A     | Antonio Gaeta        |
|    | Italia (bandiera) | P     | Alberto Gallinetta   |

| N. |                   | Ruolo | Calciatore           |
| -- | ----------------- | ----- | -------------------- |
|    | Italia (bandiera) | C     | Davide Giorgino      |
|    | Italia (bandiera) | A     | Marco Guidone        |
|    | Italia (bandiera) | C     | Roberto Guitto       |
|    | Italia (bandiera) | A     | Andrea La Selva      |
|    | Italia (bandiera) | A     | Giancarlo Malcore    |
|    | Italia (bandiera) | C     | Fabio Mangiacasale   |
|    | Italia (bandiera) | C     | Piergiorgio Perfetti |
|    | Italia (bandiera) | C     | Marco Piccinni       |
|    | Italia (bandiera) | D     | Vito Quacquarelli    |
|    | Italia (bandiera) | P     | Piero Robertiello    |
|    | Italia (bandiera) | C     | Alessandro Rossi     |
|    | Italia (bandiera) | D     | Francesco Terrenzio  |
|    | Italia (bandiera) | C     | Pasquale Turi        |
|    | Italia (bandiera) | C     | Luca Verna           |